# Ластаррия, Хосе Викторино
Хосе Викторино Ластаррия Сантандер (исп. José Victorino Lastarria Santander; 23 марта 1817, Ранкагуа — 14 июня 1888, Сантьяго, Чили) — чилийский писатель, государственный и общественный деятель, сенатор, дипломат, историк, литературовед, юрист. Действительный член Чилийской академии языка. Один из теоретиков латиноамериканского романтизма.

## Биография

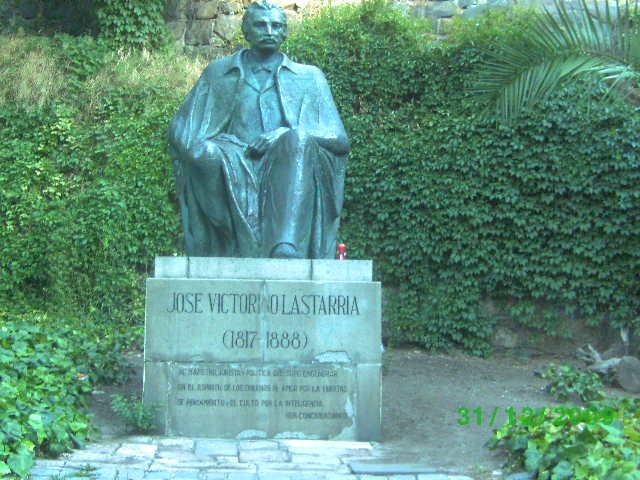
Памятник Хосе Викторино Ластаррия в Сантьяго

Образование получил в Национальном институте и Королевском университете Сан-Фелипе (ныне Чилийский университет). Ученик Андреса Бельо. В 1839 году окончил Чилийский Институт права.
Профессор Национального института в области законодательства и гражданского права, своими лекциями, опираясь на либеральные доктрины, боролся против колониальной реакции, выступал за политические реформы. Основал Литературное общество 1842 года, организацию по распространению либеральных идей, запрещённую правительством Мануэля Бульнеса.
В 1843 году Ластаррия был одним из основателей Чилийского университета.
Инициатор и один членов группы чилийских интеллектуалов-участников создания в Сантьяго 5 июня 1885 года Чилийской академии языка.
В 1848 году, в связи с эскалацией репрессий в Чили, Ластаррия вступил в революционную группу «Общество равенства», которая стремилась свергнуть Мануэля Бульнеса. В 1850 году был арестован правительством и выслан в Лиму. В 1851 году вернулся в страну. После революции в Чили, в том же году, скрываясь от ареста, бежал в Перу. Был внесен в список «десяти самых разыскиваемых преступников в Чили». Вернулся на родину в 1853 году. В 1861—1871 годах при президенте Хосе Хоакине Пересе, активно участвовал в государственной жизни Чили.
В 1862 году был послом в Лиме (Перу).
В 1862—1863 годах возглавлял Министерство финансов Чили. Безуспешно пытался осуществить концепцию социально-ориентированной рыночной экономики. Был деканом философского факультета в Чилийском университете.
В 1865 году возглавлял дипломатическую миссию в Аргентине.
В 1876—1877 году министр внутренних дел Чили.
Во время Второй тихоокеанской войны в 1879 году возглавлял дипломатическую миссию в Бразилию. Кроме того, член Апелляционного суда (1875) и Верховного суда (1883), депутат ряда законодательных органов, член-корреспондент Королевской академии испанского языка (1870).

## Творчество
Писатель, автор ряда романов, повестей, мемуаров, несколько фантастических рассказов. Один из первых чилийских романистов. Бесспорный лидер группы писателей революционного толка, которые хотели придать чилийской литературе окончательную национальную ориентацию. Ему принадлежит первый в Чили исторический роман «Эль-мениго» (1843).

## Избранные произведения
- «Lecciones de geografía moderna» (1838),
- «Роса» (повесть, 1847),
- «Эль Альферес Диас де Гузман» (исторический роман, 1848),
- «Дон Гильермо» (исторический роман, 1860),
- «Дневник сумасшедшей» (повесть, 1875),
- «Мерседес» (повесть, 1875),
- «Дочь» (социальный роман, 1881),
- «Antaño y hogaño: novelas y cuentos de la vida hispanoamericana» (сборник рассказов, 1885),
- «Литературные воспоминания» (т. 1—2, 1878—1879).

Он также написал несколько работ в области политике, философии и конституционного права, в которых  развивал доктрины французских позитивистов того времени, в том числе: «Теория уголовного права», «Элементы уголовного права», «Институт гражданского права», «Конституционная история века», «Исторический очерк о конституции правительства Чили», «Исторический суд над Диего Порталесом» и «Уроки позитивистской политики».